# Formule Baltic
De Formule Baltic is een raceklasse met races in Estland, Letland en Litouwen. Het kampioenschap wordt verreden sinds 2000. Het wordt georganiseerd door de FIA NEZ, de Noord-Europese tak van de FIA. De auto's die er rijden voldoen aan Formule 3 specificaties.

## Kampioenen
| Jaar | Coureur           | Auto                 |
| ---- | ----------------- | -------------------- |
| 2007 | Toomas Kallasmaa  | Reynard 893          |
| 2006 | Kristo Ebras      | Bowman (Volkswagen)  |
| 2005 | Jegor Popov       | Dallara (Volkswagen) |
| 2004 | Urmas Uusneem     | Dallara F394         |
| 2003 | Ramunas Capkauska | Dallara F394         |
| 2002 | Ramunas Capkauska | Dallara F394         |
| 2001 | Jaak Pipar        |                      |
| 2000 | Sten Pentus       | Reynard 903          |

## Kalender 2008
| Datum           | Locatie         |
| --------------- | --------------- |
| 3-4 mei         | Riia            |
| 28-29 juni      | Linnaring Pärnu |
| 30-31 augustus  | Riia            |
| 26-28 september | Kaunas          |